# Prieobrażenskaja (obwód wołgogradzki)
Prieobrażenskaja (ros. Преображенская) – stanica w Rosji, w obwodzie wołgogradzkim, ośrodek administracyjny rejonu kikwidzeńskiego. W 2021 liczyła 4889 mieszkańców.